# 内藤信凭
内藤 信凭（ないとう のぶより）は、越後村上藩の第5代藩主。第3代藩主・内藤信興の次男。

## 経歴
延享5年（1748年）6月6日、村上に生まれる。宝暦12年（1762年）6月、兄・信旭の嗣子となり、同年8月22日にその遺領を継いだ。明和元年閏12月15日（1765年）、徳川家治に御目見し、同28日に従五位下・紀伊守に叙任される。翌2年6月15日、村上に入部した。
安永10年（1781年）1月19日、江戸において卒した。享年34。
葬地は小石川の無量院（廃寺）とされる（以上「寛政譜」新訂13巻203および201頁）。現在の墓所は新潟県村上市の光徳寺にある。

## 系譜
「寛政譜」記載の子女は次の2男3女である。括弧に『村上郷土史』の記述を付した。「越後村上 内藤家譜」は女子を5人とし、うち4人が早世したと記す。また『村上郷土史』所載系図も5人の女子を記す。うち比定可能なものは堀親民の婚約者のみである。
父母
- 内藤信興（実父）
- 内藤信旭（養父）

正室
- 松平忠恒の娘

子女
- 内藤信敦（長男）生母は正室
- キク[2] ー 堀親民婚約者
- 娘
- 松平忠彊正室
- 内藤亀千代[3]
- ヒサ[4]
- モト[5]
- 映[5]
- 満[6] ー 酒井忠懿正室

## 特記事項
- 生年月日を6月6日とするのは『村上郷土史』である（81頁）。他の史料には所見がない。
- また同書は、その生母を「側室のサヨ」と記す（81頁）。「寛政譜」は母を「某氏」と記して信旭の異母兄弟であることを示す。「越後村上 内藤家譜」には生母や生年月日の記載がない。
- 『平成新修 旧華族家系大成』所載の安藤家系譜には、信凭の次女で安永7年（1778年）11月生の「満」が安藤重馨の妻として記されている（上巻73頁）。「離別」とされているがその時期について記すところがない。また重馨の妻として久世広誉の娘を併記するが、婚姻の先後についても明らかではない。ただし『昭和新修 華族家系大成』上巻の正誤表は信凭の娘を「継室」であると記している。広誉の娘の没年月は寛政11年（1799年）10月だという。
- なお「寛政譜」17巻181頁「安藤」は重馨の妻として広誉の娘のみをしるしている。東京大学史料編纂所所蔵「磐城磐城平 安藤家譜」には妻に関する記述がない。また内藤家の史料には信凭の娘が安藤家へ嫁いだことの記録がない。